# Station Sélestat
Station Sélestat is een spoorwegstation in de Franse gemeente Sélestat. In het station stoppen TGV inOui-, TER 200- en TER Grand-Est-treinen.

## Treindienst
| Serie      | Treinsoort | Route                                                                       | Bijzonderheden |
| ---------- | ---------- | --------------------------------------------------------------------------- | -------------- |
| TER 96200  | TER (SNCF) | Strasbourg-Ville – Sélestat – Colmar – Mulhouse-Ville – Basel SBB           | S-Bahn Basel   |
| TER 831300 | TER (SNCF) | Strasbourg-Ville – Sélestat                                                 |                |
| TER 831700 | TER (SNCF) | Strasbourg-Ville – Entzheim-Aéroport – Molsheim – Obernai – Barr – Sélestat |                |